# Vadstena sparbank
Vadstena sparbank är en sparbank i Vadstena.
Banken grundades 1839 som länets tredje sparbank (efter Norrköpings sparbank och Linköpings sparbank). Ytterligare en sparbank i samma härad, Dals härads sparbank, grundades 1866. Häradssparbankens kontor låg inledningsvis ute i byarna (först Rogslösa, senare Herrestad), men 1915 flyttades huvudkontoret till Vadstena. Från 1930 låg det mycket nära Vadstena sparbank.
Den 1 juli 1945 slogs Vadstena sparbank och Dals härads sparbank ihop och bildade Vadstenaortens sparbank. Innan sammanslagningen hade Vadstena sparbank 4 365 motböcker och en behållning på 4,8 miljoner kronor, vilket var mer än Dals härads sparbanks 3 165 motböcker och 3,3 miljoner kronor.
I mitten av 1970-talet byggdes ett nytt huvudkontor på Storgatan.
Banken deltog inte de större sammanslagningar som gjordes under 1960-, 1970-, och 1980-talen. Namnet ändrades senare tillbaka till Vadstena sparbank. Sedan 2008 är banken en av fyra kvarvarande fristående sparbanker i Östergötlands län.

## Källhänvisningar
1. ↑  Dals Härads Sparbank, Östergötlands arkivförbund
2. ↑  Vårt sparbanksväsen: 1893-1945, Emil Sommarin, 1945, sid. 467
3. ↑  Vadstena Sparbank, Östergötlands arkivförbund